# Wake Up - Il risveglio
Wake Up - Il risveglio (Awake) è un film statunitense del 2019 diretto da Aleksandr Chernyaev.

## Trama
Un uomo coinvolto in un incidente stradale si sveglia in ospedale, ma non riesce nemmeno a ricordare il suo nome. Subito dopo essersi svegliato, questo "John Doe" affronta una grave accusa: il corpo di un'altra vittima di un maniaco seriale è stato trovato nel bagagliaio della sua auto e la polizia lo sospetta di coinvolgimento negli omicidi. L'eroe non sa chi è, non ricorda cosa ha fatto prima dell'incidente d'auto, ma non può credere di essere un crudele assassino. Per capire tutto ciò che sta accadendo, decide di fuggire dall'ospedale. Quando l'infermiera che si prende cura di lui si rifiuta di facilitare la fuga, la prende in ostaggio e lascia comunque le mura dell'ospedale. Ora, nascondendosi dal mondo intero, deve ricordare a tutti i costi quello che è successo. Una persona senza un passato sarà in grado di dimostrare la sua innocenza?
Trama completa: Dopo un incidente d'auto in cui viene costretto fuori strada da un altro veicolo, un uomo si risveglia con amnesia mentre un cadavere viene trovato nel bagagliaio della sua auto, la quinta vittima di un serial killer che sta terrorizzando la zona. L'uomo, John Doe, è sospettato di essere l'assassino, ma scappa dall'ospedale dopo aver preso in ostaggio Diana, un'infermiera che si era legata a lui. John è determinato a dimostrare la sua innocenza e Diana accetta di aiutarlo; il padre di Diana era stato condannato per omicidio e lei si rifiutava di credere alle sue affermazioni di innocenza. Alla fine si è impiccato, prima di essere scagionato anni dopo, lasciando Diana piena di rimorsi.
John è tormentato dalle visioni di Julia Govern, una delle vittime e decide di scavare più a fondo nella speranza di trovare risposte. Durante la visita alla casa della madre di Julia a McNabb, Illinois, i flash di memoria di John lo portano alla vicina casa dello sceriffo Roger Bower che sta lavorando con l'agente dell'FBI Frank Ward per indagare sugli omicidi e sul ruolo di John in essi. Quando John irrompe nella casa dei Bower, viene attaccato dal figlio di Bower, Oliver, che sembra riconoscerlo. Tuttavia, John mette accidentalmente KO Oliver prima che possa scoprire qualcosa sulla sua identità dal giovane.
Mentre John cerca risposte, viene cacciato da Mark Rosovski, l'uomo che lo ha costretto fuori strada in primo luogo. Rosovski spezza il collo all'amico di Diana, Tom, che stava aiutando loro e tende un'imboscata. Trovando John sopra il corpo di Tom, Diana abbandona John, credendo che sia davvero l'assassino e che la stia manipolando. Rosovski cerca di strangolare John a morte, ma John riesce a sparargli in autodifesa, scappando con il cellulare di Rosovski. Da un messaggio di testo, John scopre che qualcun altro lo ha mandato a casa di Tom per uccidere John mentre Bower, indagando sulla scena con Ward, identifica Rosovski come un assassino di recente scarcerato.
Diana visita la casa dei Bower per parlare con lo sceriffo di John e incontra Oliver che le informa sulla morte di sua madre, che assomiglia a Diana, vent'anni prima e l'attacco precedente di John su di lui. Nel frattempo, John visita una biblioteca e fa qualche ricerca online sugli omicidi. John scopre che la moglie di Bower è stata assassinata in modo simile agli attuali omicidi e che il detective principale nell'omicidio di Julia, Michael Winslow, è morto di recente in un'esplosione di gas che ha distrutto la sua casa. Esaminando i rapporti sulla morte di Michael, John scopre da una foto del detective che lui è in realtà Michael Winslow. Realizzando che i Bower sanno la verità sulla sua identità, Michael chiama Ward, rivela la sua vera identità e gli dice di chiedere a Roger Bower per più risposte. Quando Ward chiama Bower e chiede del detective Michael Winslow, lo sceriffo diventa immediatamente preoccupato.
Determinato a trovare risposte, Michael ritorna alla casa dei Bower e affronta Oliver. Oliver rivela che lui e Michael erano migliori amici, ma sostiene che Michael ha fatto qualcosa che ha messo Oliver e suo padre attraverso l'inferno a causa della sua ossessione nel scoprire la verità sulle ragazze assassinate. Durante la discussione, Michael nota il calendario di baseball di Oliver e si rende conto che coincide con i tempi e i luoghi degli omicidi. Michael è sopraffatto da Oliver che ha preso in ostaggio Diana e la sua prossima vittima. Oliver spiega che la prima vittima è stata un incidente, qualcuno che aveva involontariamente investito con la sua auto, ma che le ricordava la madre assassinata. Mentalmente malato, Oliver avrebbe preso di mira giovani donne che assomigliavano a sua madre, le avrebbe uccise in un modo che ricordava l'omicidio irrisolto di sua madre e poi avrebbe chiamato le loro madri in modo che l'ultima cosa che sentivano fosse la voce della loro madre. Prima che Oliver possa uccidere Michael e Diana, Bower torna a casa e spara a Oliver, uccidendolo.
Mandando Diana a chiamare la polizia, Michael affronta Bower che conferma l'identità di Michael e spiega che Michael aveva scoperto che Oliver era l'assassino dopo averlo fermato mentre guidava l'auto dell'ultima vittima con il suo corpo nel bagagliaio. Michael aveva chiamato per primo Bower che aveva promesso di prenderlo insieme, ma invece aveva assunto Rosovski per proteggere suo figlio. Rosovski aveva fatto uscire Michael di strada mentre era in viaggio per incontrare Bower per fare l'arresto e aveva rubato la sua identificazione, credendo che Michael fosse morto nell'incidente, mentre Bower aveva sostituito le sue impronte digitali con quelle di un John Doe dell'obitorio il cui corpo aveva piantato nella casa di Michael prima di causare l'esplosione di gas per coprire l'omicidio di Michael. Dopo aver appreso che Michael era in realtà sopravvissuto, Bower aveva mandato Rosovski a finire il lavoro cercando nel frattempo di incastrare Michael per gli omicidi seriali per proteggere Oliver, poiché Bower sapeva che Michael avrebbe alla fine scoperto di nuovo la verità. Bower, che precedentemente aveva un rapporto padre-figlio con Michael prima degli eventi, esprime rimorso per le sue azioni e per non aver fermato prima Oliver. Mentre Michael incontra Ward, che lo ha scagionato grazie a Diana, e il corpo di Oliver viene rimosso dalla casa, Bower si suicida per il senso di colpa mentre Diana guarda gli eventi svolgersi dall'altra parte della strada.